# Viola exsul
Viola exsul J.M.Watson & A.R.Flores – gatunek roślin z rodziny fiołkowatych (Violaceae). Występuje endemicznie w Argentynie – w prowincji San Juan.

## Morfologia
PokrójBylina dorastająca do 10 cm wysokości, tworzy kłącza.
LiścieBlaszka liściowa ma owalny lub podługowato-owalny kształt, jest karbowana na brzegu, ma tępą nasadę i tępy wierzchołek. Ogonek liściowy jest nagi. Przylistki są pierzaste.
KwiatyPojedyncze, wyrastające z kątów pędów. Mają działki kielicha o owalnym kształcie. Płatki są odwrotnie jajowate i mają żółtą barwę, dolny płatek z czerwonymi żyłkami, posiada zakrzywioną ostrogę o długości 4–5 mm.